# Parapodium
Parapodium es un género de plantas fanerógamas de la familia Apocynaceae. Contiene tres especies. Es originario de Sudáfrica.

## Descripción
Son hierbas erectas que alcanzan los 20-40 cm de altura, ramificadas a baja densidad , con látex de color blanco. Las hojas a lo largo de dos líneas de 4–9 cm  de largo y 2.3 cm de ancho, oblongas, basalmente cuneadas, con el ápice acuminado.
Las inflorescencias son extra-axilares, solitarias, más cortas que las hojas adyacentes, simple, con pedúnculos casi tan largos como los pedicelos, pubescentes.

## Taxonomía
El género fue descrito por Ernst Heinrich Friedrich Meyer y publicado en Commentariorum de Plantis Africae Australioris 221–2. 1838.

## Especies
- Parapodium costatum E.Mey.
- Parapodium crispum N.E.Br.
- Parapodium simile N.E.Br.